# Bentley
För andra betydelser, se Bentley (olika betydelser).

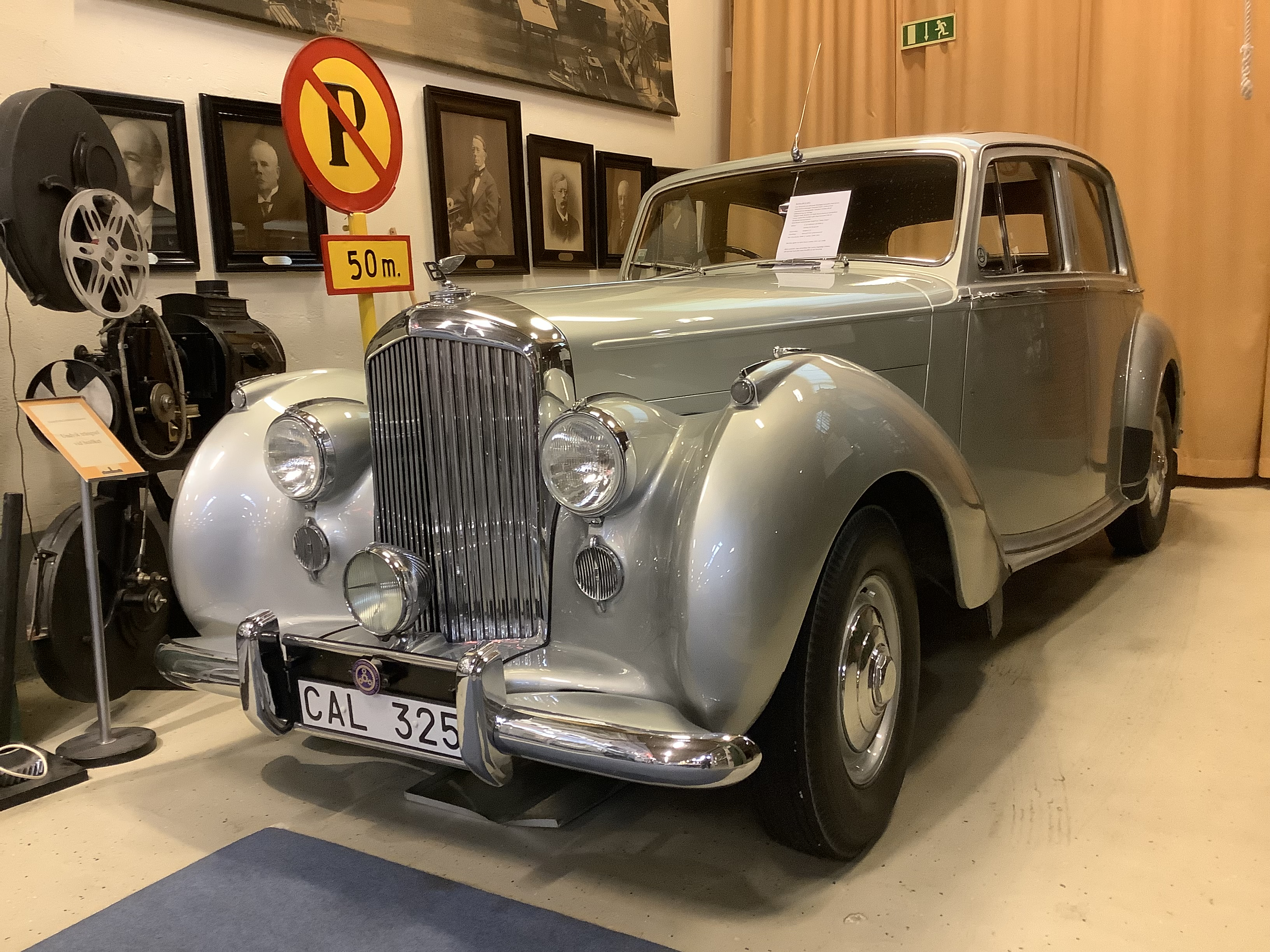
Bentley Mark VI (1951) i Bil- och Teknikhistoriska Samlingarna i Köping.

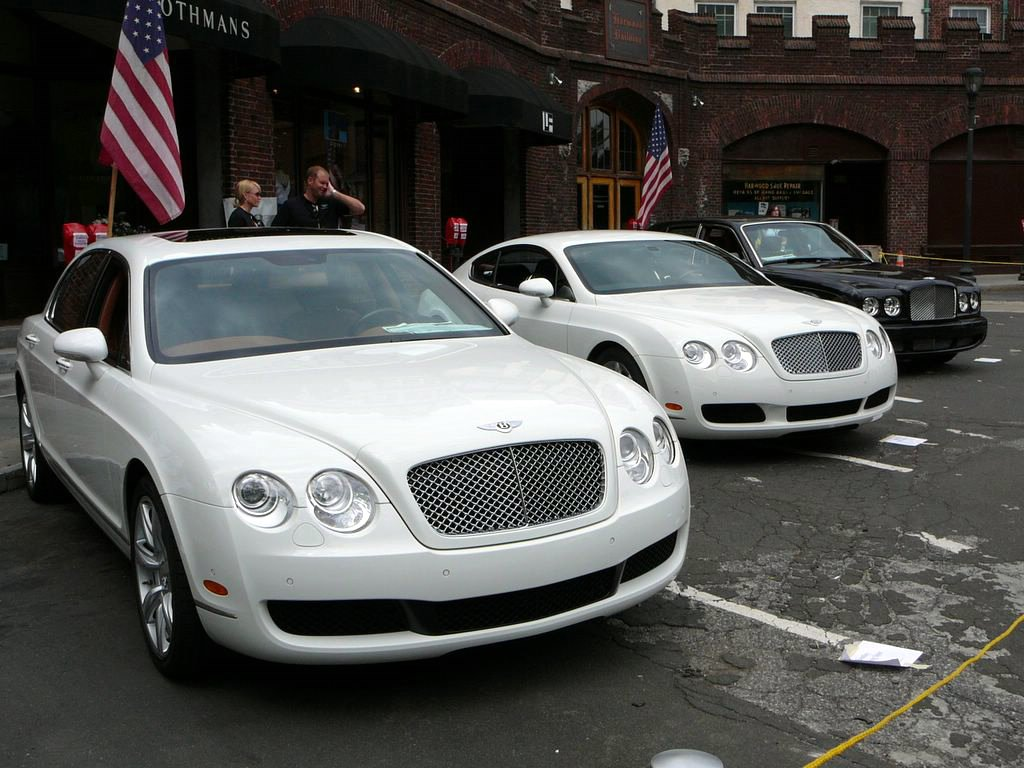
Continental Flying Spur, Continental GT och Arnage.

Bentley Motors Limited (/ˈbɛntli/) är ett brittiskt bilmärke som grundades 1919 av Walter Owen Bentley och Horace Millner Bentley. Bentley hade då gjort sig ett namn för sina flygmotorer under första världskriget. Under sina tidigaste år var märket mycket framgångsrikt på tävlingsbanorna med segrar i Le Mans 1924 och 1927–1930.[källa behövs] 1931 köptes Bentley av Rolls-Royce och tillverkningen flyttades från London till Derby och senare Crewe. Sedan 1998 ägs Bentley av Volkswagen AG.

## Historia
Bentley grundades 18 januari 1919 av Walter Owen Bentley. Walter Owen Bentley hade innan första världskriget tillsammans med sin bror Horace Millner Bentley sålt franska DFP-bilar men hade målet att bygga en egen bil. I augusti 1919 registrerades Bentley Motors Ltd. och på London Motor Show samma år visades den första modellen. Utvecklingen dröjde och först i september 1921 kunde de första bilarna levereras. 
Bentley designade Bentley 3 Litre, som var mycket avancerad för tiden med 4 ventiler per cylinder (först i världen) och dubbla tändstift. Bilen var ytterst pålitlig och vann Le Mans 24-timmars 1924 och efterföljande modeller upprepade bedriften varje år mellan 1927 och 1930. Trots tävlingsframgångarna lyckades inte Bentley få ekonomin gå ihop och han tvingades sälja aktiemajoriteten för att få pengar. Wall Street-kraschen tog slutligen knäcken på företaget och han sålde ut 1931 till ett anonymt holdingbolag, som visade sig vara ärkerivalen Rolls-Royce. Bentley blev då ett billigare alternativ till Rolls-Royce. Märket marknadsfördes som den sportiga bilen med kraftigare motor. Under många år på 1960- och 1970-talet var den huvudsakliga skillnaden mellan en Rolls-Royce och motsvarande Bentley kylarens utformning.
På grund av en felsatsning på flygmotorsidan gick hela företaget i konkurs 1971, varpå det förstatligades. Efter rekonstruktionen skapades 1973 två skilda företag. Rolls-Royce plc fick ta hand om motortillverkningen, medan biltillverkningen (Rolls-Royce och Bentley tillsammans) hamnade i ett företag kallat Rolls-Royce Motors. Rolls-Royce Motors köptes upp av Vickers 1980. Bentley blev under 1980-talet det dyrare av systermärkena och började åter få en egen karaktär i stället för att vara en billigare version av Rolls-Royce. 
Bentley köptes 1998 av tyska Volkswagen AG (medan varumärket Rolls-Royce samtidigt köptes av tyska BMW). Efter Volkswagens uppköp heter företaget Bentley Motors Limited.
Sedan Continental-modellen lanserades 2003 som företagets lågprismodell så har Bentley haft stora framgångar och ökat sin försäljning från 1077 bilar år 2002 till ca 9000 år 2006 och 10 014 år 2007.[källa behövs] Huvuddelen av produktionen är i dag de tre varianterna av Continental-modellen medan den större Arnage/Azure-modellen endast tillverkas i ca 600-800 exemplar årligen. Den ökade tillverkningstakten ledde till att viss tillverkning tillfälligt förlades till en av VW:s fabriker i Tyskland medan fabriken i engelska Crewe byggdes ut under 2005-2006.

## Tidiga Bentleymodeller
- 1921–1929 Bentley 3 Litre
- 1926–1930 Bentley 6½ Litre
  - 1928–1930 Bentley Speed Six
- 1926–1930 Bentley 4½ Litre
  - 1928–1930 Blower Bentley
- 1930–1931 Bentley 8 Litre
- 1931 Bentley 4 Litre

## Rolls-Royce-eran
- 1933–1936 Bentley 3½ Litre
- 1936–1939 Bentley 4¼ Litre
- 1939–1941 Bentley Mark V
  - 1939 Bentley Corniche
- 1946–1952 Bentley Mark VI
- 1952–1955 Bentley R-type
  - 1952–1955 Bentley R-type Continental
- 1955–1965 Bentley S-type
  - 1955–1959 Bentley S1 och Continental
  - 1959–1962 Bentley S2 och Continental
  - 1962–1965 Bentley S3 och Continental
- 1965–1980 Bentley T-type
  - 1965–1977 Bentley T1
  - 1977–1980 Bentley T2
- 1971–1984 Bentley Corniche
  - 1984–1995 Bentley Continental – cabriolet
  - 1992–1995 Bentley Continental Turbo
- 1975–1986 Bentley Camargue
- 1980–1987 Bentley Mulsanne
  - 1984–1988 Bentley Mulsanne L – limousine
  - 1982–1985 Bentley Mulsanne Turbo
  - 1987–1992 Bentley Mulsanne S
  - 1984–1992 Bentley Eight – en ungdomligare Bentley
  - 1985–1995 Bentley Turbo R – turboladdad
  - 1991–2002 Bentley Continental R – turboladdad 2-dörrar
    - 1999–2003 Bentley Continental R Mulliner – sportmodell
    - 1994–1995 Bentley Continental S – intercooler

  - 1992–1998 Bentley Brooklands – en förbättrad Eight
    - 1996–1998 Bentley Brooklands R – en sportigare Brooklands

  - 1994–1995 Bentley Turbo S – limited-edition sportmodell
  - 1995–1997 Bentley Turbo R – förbättrad Turbo R
    - 1996 Bentley Turbo R Sport – limited-edition sportmodell

  - 1995–2003 Bentley Azure – cabrioletversion av Continental R
    - 1999–2002 Bentley Azure Mulliner – sportmodell

  - 1996–2002 Bentley Continental T – sportmodell med kortare hjulbas
    - 1999 Bentley Continental T Mulliner – fastare fjädring

  - 1997–1998 Bentley Turbo RT – ersättare till Turbo R
- 1998–2009 Bentley Arnage
- 1999  Bentley Hunaudieres Concept
- 2001–2003 Bentley Speed 8
- 2002  Bentley State Limousine

## Dagens modeller
- 2003– Bentley Continental GT, coupé
- 2005– Bentley Flying Spur, sedan
- 2006– Bentley Continental GTC, cabriolet
- 2006–2011 Bentley Azure, cabriolet
- 2008–2011 Bentley Brooklands, coupé
- 2007- Bentley Continental GT Speed, prestandavariant av vanliga GT-modellen
- 2008–2013 Bentley Continental Flying Spur Speed
- 2010– Bentley Mulsanne
- 2015– Bentley Bentayga